# مایکل ایکمن (ورزشکار)
مایکل ایکمن (انگلیسی: Michael Aikman; ۹ سپتامبر ۱۹۳۳ – ۱۶ فوریهٔ ۲۰۰۵) قایقران روئینگ اهل استرالیا بود.